# Узынколь (озеро, район Магжана Жумабаева)
Узынколь (каз. Ұзынкөл) — озеро в Районе Магжана Жумабаева Северо-Казахстанской области Казахстана. Находится в 12 км к юго-западу от села Веселовка. На юго-востоке села Таманское.
По данным топографической съёмки 1940-х годов, площадь поверхности озера составляет 2,71 км². Наибольшая длина озера — 2,3 км, наибольшая ширина — 1,6 км. Длина береговой линии составляет 6,6 км, развитие береговой линии — 1,12. Озеро расположено на высоте 128 м над уровнем моря.